# Данкер, Эд
Эдвард К. «Эд» Данкер (англ. Edward C. "Ed" Dancker; 14 марта 1914 года, Милуоки, Висконсин, США — 3 октября 1991 года, Милуоки, Висконсин, США) — американский профессиональный баскетболист. Чемпион НБЛ в сезоне 1942/1943 годов.

## Ранние годы
Эд Данкер родился 14 марта 1914 года в городе Милуоки (штат Висконсин), учился в Милуокской школе Южный дивизион, в которой играл за местную баскетбольную команду.

## Профессиональная карьера
Играл на позиции центрового и тяжёлого форварда. В 1938 году Эд Данкер заключил соглашение с клубом «Шебойган Рэд Скинс», выступавшем в то время в Национальной баскетбольной лиге (НБЛ), в составе которого в сезоне 1942/1943 годов, будучи одноклубником Бадди Дженнетта, выиграл чемпионский титул, попутно став самым результативным игроком своей команды, набрав в итоге 240 очков. Позже выступал за команду «Ошкош Олл-Старз» (НБЛ). Всего в НБЛ провёл 11 сезонов. Помимо этого три раза включался в 1-ю сборную всех звёзд НБЛ (1943—1944, 1946), а также два раза — во 2-ю сборную всех звёзд НБЛ (1942, 1945). После упразднения лиги был включён в сборную всех времён НБЛ. Всего за карьеру в НБЛ Данкер сыграл 321 игру, в которых набрал 2490 очков (в среднем 7,8 за игру), попутно став 4-м по результативности игроком НБЛ за всю историю лиги. Кроме того Эд Данкер в составе «Рэд Скинс» пять раз участвовал во Всемирном профессиональном баскетбольном турнире, однако его команда всегда неудачно выступала в нём, ни разу даже не сыграв в финальном матче.

## Смерть
Эд Данкер скончался 3 октября 1991 года на 78-м году жизни в городе Милуоки (штат Висконсин).